# نهر سانت ماري (كولومبيا البريطانية)
نهر سانت ماري هو نهر في منطقة شرق كوتيناي بمقاطعة كولومبيا البريطانية. وهو ينبع من جبال بروسيل ويتدفق نحو الجنوب الشرقي بشكل عام إلى نقطة التقائه بنهر كوتيناي عند فورت ستيل.